# Croix de cimetière de Clayes
La croix de cimetière de Clayes est un monument situé devant l’église de Clayes, dans le département français d'Ille-et-Vilaine, région Bretagne.

## Historique
La croix date du XVe siècle et fait l’objet d’un classement au titre des monuments historiques depuis le 10 mars 1907.

## Architecture
La croix est en granit et surmonte un socle passant du carré à l'octogone. Ce socle se trouve lui-même sur trois marches.
Sur le côté est est sculpté un christ en croix entouré de saint Jean et de la Vierge et sur le côté ouest, une Vierge à l’Enfant entourée de deux personnages, peut-être des anges.